# Eco Savona (traghetto)
L' Eco Savona è Ro-Ro appartenente alla società italiana Gruppo Grimaldi.

## Servizio
Varato nel 2020 nel cantiere navale Nanjing Jinglin Shipyard di Nanjing per il Gruppo Grimaldi alla quale viene consegnato 12 marzo 2021 in occasione del suo battesimo, giunge nel porto di Livorno nell'aprile successivo e viene immesso nei collegamenti tra Livorno, Savona, Barcellona e Valencia.

## Navi gemelle
- Eco Barcellona
- Eco Livorno
- Eco Valencia
- Eco Adriatica
- Eco Catania
- Eco Malta
- Eco Mediterranea
- Eco Italia
- Eco Salerno
- Eco Napoli